# Graham Hutchings
Graham John Hutchings CBE (* 3. Februar 1951) ist ein britischer Chemiker. Er ist Professor für Chemie an der University of Cardiff und Gründer und von 2008 bis 2019 Direktor des Cardiff Catalysis Institute. 2016 wurde er erster Professor des neu geschaffenen Regius Professor of Chemistry der Universität Cardiff. Hutchings ist für Forschungen an Katalysatoren bekannt.

## Leben
Hutchings studierte ab 1972 Chemie am University College London mit der Promotion 1975 in biologischer Chemie bei Charles A. Vernon. Seine Doktorarbeit handelt von in-vivo Synthese von ATP. Diese Forschung in organischer Chemie führte dazu, dass er von ICI für die Abteilung Petrochemie angeworben wurde. Allerdings wurde seine Forschungsrichtung von ICI verworfen und er nahm Arbeiten zu heterogener Katalyse auf. Er blieb für neun Jahre bei ICI, wo er überwiegend in der Forschung arbeitete, aber auch Leitungsfunktionen übernahm und 1980 bis 81 beispielsweise ein Produktionsunternehmen mit einem damaligen Wert von GBP 120 Mio. leitete. 1981 war er zur AECI in Südafrika abgeordnet, wo sein Interesse an Gold als Katalysator begann. 1984 nahm er seine Universitätslaufbahn an der University of Witwatersrand wieder auf. Er etablierte sich dort als Experte für heterogene Katalyse. 1987 wechselte er als Full Professor an das Leverhulme Centre for Innovative Catalysis in Liverpool. Auch dort arbeitete er in der Katalyseforschung.
1997 wechselte er als Leiter der School of Chemistry an die University of Cardiff, wo er erneut neue Forschungsansätze der Katalyseforschung verfolgte. 2006 gab er die Leitung der SoC ab. 2008 gründete er das Cardiff Catalysis Institute, das heute zu den renommiertesten Katalyseforschungsinstituten der Welt gehört. Seine Forschungen zeichnen sich durch Grundlagenforschung aus, in der Katalysatoren entdeckt werden und der drauf folgenden Entwicklung der Substanzen zu praktischen Anwendungen. 2016 wurde er als erster Professor zum Regius Professor of Chemistry berufen, die aufgrund der Reputation seines Instituts an die University of Cardiff vergeben worden war.

## Forschung
Hutchings wichtigste Entdeckung sind Goldkatalysatoren, die es Johnson Matthey ermöglichten, Quecksilberkatalysatoren abzulösen. Außer an Goldkatalysatoren arbeitet er am Design von selektiven Katalysatoren für Hydrierung und Oxidation und studiert diese mittels in situ Spektroskopie und er entwickelt enantioselektive heterogene Katalysatoren (insbesondere chiral modifizierte Zeolithe).

## Ehrungen
Hutchings ist seit 2009 Fellow der Royal Society. 2010 wurde er zum ordentlichen Mitglied der Academia Europaea gewählt. 2012 erhielt er die Alwin-Mittasch-Medaille der DECHEMA (Gesellschaft für Chemische Technik und Biotechnologie) mit Takashi Tatsumi. Hutchings erhielt den Preis für Pionierarbeiten in der Gold-Katalyse. 2011 erhielt er den Henry J. Albert Award, 2013 die Davy-Medaille. Er ist Präsident der Faraday Division der Royal Society of Chemistry (2012). 2016 wurde Hutchings zum ersten Regius Professor of Chemistry an der University of Cardiff. 2017 erhielt er für die Entwicklung umweltfreundlicher Katalysatoren den Eni Award in der Kategorie Advanced Environmental Solutions. 2018 war er Faraday-Lecturer. Im gleichen Jahr wurde er zum Commander of the Order of the British Empire (CBE) ernannt. 2024 erhielt er den Gerhard Ertl Lecture Award des Fritz-Haber-Instituts der Max-Planck-Gesellschaft, mit dem herausragende Arbeiten von Forschern auf dem Gebiet der Katalyse gewürdigt werden.
Hutchings ist Mitherausgeber des Journal of Catalysis.

## Schriften
- mit Stephen K. Hashmi: Gold Catalysis. In: Angewandte Chemie International Edition. Band 45, 2006, S. 7896